# Antonín Grohmann
R.D. Dr. Antonín Grohmann, psáno něm. Anton Grohmann (18. března 1887 Janov nad Nisou, varianta něm. Johannesberg im Kreis Schlukkenau – 15. ledna 1944) byl římskokatolický kněz německé národnosti působící v litoměřické diecézi, za II. světové války vězněný nacisty.

## Život
Na kněze byl vysvěcen 16. července 1911 v Litoměřicích. Po svém vysvěcení se stal nejdříve kaplanem v Hrušovanech. V letech 1915–1916 byl administrátorem (intercalaris) v Zákupech. V roce 1917 jej biskup Josef Gross poslal jako katechetu do Chomutova. Od roku 1919 byl farářem v Hoštce. Od roku 1927 se stal vydavatelem rodinného časopisu pro výuku a zábavu: „Hausblätter pro Pfarrsprengel Gastorf.“ V tomto období také promoval z teologie a následně se stal konzistoriálním radou. Poté byl od 1. března 1940 farářem v Prackovicích nad Labem. Za svou vynikající práci byl povýšen na osobního děkana. Zde byl roku 1943 zatčen gestapem, protože v jednom kázání chválil Angličany za to, jak světí neděli. Byl odsouzen na 10 měsíců vězení. Zemřel krátce po svém propuštění 15. ledna 1944 zřejmě v Prackovicích.
Antonín Grohmann je pohřben v Hoštce. O hrob pečují farníci a město má v plánu (stav 2021) hrob i původní náhrobek zrestaurovat.